# Sarosa pseudohelotes
Sarosa pseudohelotes är en fjärilsart som beskrevs av Rothschild 1931. Sarosa pseudohelotes ingår i släktet Sarosa och familjen björnspinnare. Inga underarter finns listade.